# 웨이보 (기업)
웨이보(영어: Weibo Corporation)는 시나 웨이보 서비스를 운영하는 기업이다. 현재 미국 나스닥에 상장되어 있다. 시나 웨이보는 페이스북과 트위터와 유사한 기능을 제공한다. 중국 인터넷 유저의 30% 정도가 사용하는 것으로 알려져 있다. 웨이보는 중국어로 마이크로 블로그를 뜻하지만, 현재 웨이보란 이름으로 나스닥에 상장되어 있다. 원래는 2010년 T.CN이라는 이름의 시나 그룹(SINA Corporation)의 자회사로 설립됐으나 2012년 웨이보로 이름을 바꿨다.

## 같이 보기
- 시나 웨이보
- 트위터
- 페이스북
- 카카오스토리